# Route nationale 525a
La route nationale 525a ou RN 525a était une route nationale française reliant Allevard au Pleynet-les-Sept-Laux. À la suite de la réforme de 1972, elle a été déclassée en RD 525a.

## Ancien tracé d'Allevard au Pleynet-les-Sept-Laux (D 525a)
- Allevard
- Pinsot
- La Ferrière
- Le Fond-de-France, commune de La Ferrière
- Le Pleynet-les-Sept-Laux, commune de La Ferrière